# Borough no organizado
El borough no organizado (en inglés: Unorganized Borough) está formado por las partes del estado estadounidense de Alaska que no están no incluidas en ninguno de los boroughs organizados (19 en diciembre de 2020). Aunque se conoce como «borough no organizado», no es un borough como tal ya que carece de estructura gubernamental y no tiene una sede de borough.
Comprende casi la mitad de la superficie terrestre de Alaska, 837 710 km², un área mayor que la de cualquier otro estado de EE. UU., más grande que la superficie terrestre combinada de los 16 estados más pequeños (y mayor que Francia y Alemania juntas). Según el censo de EE. UU. del año 2000, el borough no organizado tenía una población de 81 803 habitantes, que era el 13% de la población del estado, con una densidad poblacional de solamente 0,08 hab./km².
A los únicos efectos de realización del censo, el borough no organizado está dividido en áreas censales (11 en dic. de 2020).

## Historia
Durante la década de 1950, cuando estaba en su apogeo el impulso para que el territorio de Alaska se convirtiera en un estado, cualquier gobierno municipal era extremadamente limitado y disperso. En todo el territorio, no había más de unas pocas docenas de ciudades incorporadas y un pequeño puñado de distritos de servicio, divididos en distritos de servicios públicos (public utility districts) y distritos escolares independientes (independent school districts). Los distritos de servicio fueron autorizados por la legislatura territorial en 1935 para permitir que las áreas no incorporadas tuvieran poderes limitados para proporcionar servicios y aumentar los impuestos para ellos.
El Congreso de los Estados Unidos había prohibido al territorio establecer condados. Los delegados de la convención que redactaron la Constitución de Alaska habían debatido, de hecho, los méritos de establecer condados y habían rechazado la idea a favor de crear un sistema de boroughs, tanto organizados como no organizados.
La intención de los redactores de la constitución era proporcionar el máximo autogobierno local con un mínimo de unidades de gobierno local y de jurisdicciones de recaudación de impuestos. Las actas de la convención constitucional indican que los condados no se utilizaron como forma de gobierno local por varias razones: fue un problema importante el hecho de que algunas economías locales no generasen suficientes ingresos para mantener los condados separados, al igual que el deseo de utilizar un modelo que reflejase el carácter único de Alaska, que proporcionase el máximo de aportes locales y que evitase la aplicación de un conjunto de jurisprudencia ya existente sobre los condados.
Alaska adoptó entonces los borough como la forma de gobierno regional. Esa regionalización trataba de evitar tener una serie de gobiernos independientes de propósito limitado con límites confusos y operaciones gubernamentales ineficientes. Los boroughs de servicios territoriales habían aumentado mucho, pero muchos los consideraban una base importante para que el gobierno proporcionase servicios sin volverse todopoderoso e innecesariamente intrusivo, un argumento que surgió una y otra vez durante varios intentos de la legislatura para crear boroughs organizados a partir de partes del borough no organizado.
Alaska adoptó la estructura de los boroughs por estatuto en 1961, y previó que los boroughs sirvieran como una forma de gobierno local «para todo propósito», para evitar la percepción de los problemas del gobierno de los condados en los 48 estados contiguos, así como en Hawái. De acuerdo con el artículo X de la Constitución de Alaska, las áreas del estado que no pueden soportar el gobierno de los boroughs debían ser atendidas por varios boroughs no organizados, que serían mecanismos para que el estado regionalice los servicios; sin embargo, nunca se crearon boroughs separados no organizados. Todo el estado fue definido como un vasto borough no organizado por la Borough Act de 1961, y durante los años siguientes, los boroughs organizados de Alaska fueron desgajados de él.
El primer borough organizado de Alaska, y el único que se incorporó inmediatamente después de la aprobación de la legislación de 1961, fue el Borough de la Bahía de Bristol. La presión de los residentes de otras áreas del estado para formar boroughs llevó a la Mandatory Borough Act de 1963 [ley de Borough Obligatorios], que exigía que todos los distritos electorales del estado con una cierta población mínima se incorporaran como Boroughs antes del 1 de enero de 1964.
Una resolución de la Comisión de Límites Locales del Estado de Alaska (State of Alaska's Local Boundary Commission) presentada en enero de 2009 explica esto con mayor detalle:

CONSIDERANDO QUE, la Legislatura del Estado de Alaska de 1963 aprobó y el gobernador Egan promulgó la ley Mandatory Borough Act (Capítulo 52, SLA 1963), dictando que ciertas regiones de Alaska —aquellas que comprenden Ketchikan, Juneau, Sitka, isla Kodiak, península de Kenai, Anchorage, los valles Matanuska-Susitna y Fairbanks— formen boroughs organizados para el 1 de enero de 1964.
WHEREAS, the 1963 Alaska State Legislature passed, and Governor Egan signed into law, the "Mandatory Borough Act" (Chapter 52, SLA 1963), dictating that certain regions of Alaska - those encompassing Ketchikan, Juneau, Sitka, Kodiak Island, Kenai Peninsula, Anchorage, the Matanuska-Susitna valleys, and Fairbanks - form organized boroughs by January 1, 1964.

Además, la Legislatura estableció 21 Áreas de Asistencia a la Educación Rural (Rural Education Attendance Areas, REAA) en 1975. Esto creó divisiones regionales del municipio no organizado con el propósito de establecer distritos escolares rurales. Muchas REAA fueron luego absorbidas por los distritos organizados.

## Áreas censales
Alaska, caso único entre los estados de Estados Unidos, no está organizada por completo en entidades administrativas equivalentes a los condados organizados. Para facilitar la realización de los censos en la vasta área no organizada, la Oficina del Censo de los Estados Unidos, a partir de 1980 y en cooperación con el estado, dividió el borough no organizado en áreas censales (11, en dic. de 2020), que experimentaron ajustes fronterizos o de nombre, los más recientes en 2007, 2008, 2013, 2015 y 2019. Estas divisiones sólo tienen finalidad en términos estadísticos, no administrativos, ya que las áreas censales no tienen administraciones propias que las representen. La Oficina del Censo considera a las áreas censales en el mismo nivel que los borough organizados o los condados de los otros estados.
Esta vasta área del  borough no organizado no tiene otro gobierno local que el de los distritos escolares (school districts) y las municipalidades dentro de sus límites. Sin embargo, muchas de las aldeas tienen gobiernos tribales. Excepto en algunas ciudades incorporadas, todos los servicios gubernamentales en el Borough no organizado, incluida la aplicación de la ley, son proporcionados por el estado o por un gobierno tribal. Los distritos escolares en el borough no organizado son operados tanto por las ciudades, en esos casos limitados cuando la ciudad ha elegido asumir esos poderes, o mediante la orientación general del Alaska Department of Education (Departamento de Educación del estado) bajo los auspicios de las Áreas de Asistencia de Educación Rural (Rural Education Attendance Areas).

### Áreas censales del borough no organizado de Alaska
| º      |        |                                        |       |                    |                              | |               |           |        |                             |                     |      |
| ------ | ------ | -------------------------------------- | ----- | ------------------ | ---------------------------- | --- | ------------- | --------- | ------ | --------------------------- | ------------------- | ---- |
|        |        |                                        |       |                    |                              | | Área (en km²) |           |        |                             |                     |      |
| # Área | # Pob. | Área censal                            | FIPS  | Establecimiento    | Ciudad más poblada (en 2000) | Etimología | Total         | Terrestre | Agua   | Población est. 2019 (hab. ) | Densidad (hab./km²) | Mapa |
| 10     | 07     | Área censal de Aleutians West          | 02016 | 1980               | Unalaska                     | Por su localización en el oeste de las Islas Aleutianas | 36 560        | 11 380    | 25 190 | 5634                        | 0,49                |      |
| 02     | 01     | Área censal de Bethel                  | 02050 | 1980               | Bethel                       | Por la población de Bethel, el asentamiento más grande en el área censal, que a su vez recibe el nombre del término bíblico Bethel ('casa de Dios').                                                           | 117 850       | 105 234   | 12 780 | 18 386                      | 0,16                |      |
| 08*    | 05     | Área censal de Chugach                 | 02063 | 2 de enero de 2019 | Valdez                       | Por el pueblo nativo de los chugach (Parte del área censal de Valdez–Cordova antes del 2 de enero de 2019) | 24 683        |           |        | 6734*                       | 0,3*                |      |
| 04*    | 10     | Área censal de Copper River            | 02066 | 2 de enero de 2019 | Glennallen                   | Por el río Copper (Parte del área censal de Valdez–Cordova antes del 2 de enero de 2019) | 63 952        |           |        | 2764*                       | 0,05*               |      |
| 06     | 09     | Área censal de Dillingham              | 02070 | 1980               | Dillingham                   | Por la población de Dillingham, el mayor asentamiento del área censal, que recibió su nombre por el senador Paul Dillingham (1843-1923), que recorrió extensamente Alaska con su subcomité del Senado en 1903. | 54 170        | 48 090    | 6080   | 4916                        | 0,10                |      |
| 09     | 11     | Área censal de Hoonah–Angoon           | 02105 | 2007               | Hoonah                       | Por las ciudades de Hoonah y Angoon | 28 270        | 19 490    | 8780   | 2148                        | 0,11                |      |
| 07     | 03     | Área censal de Kusilvak                | 02158 | 1980               | Hooper Bay                   | Por las montañas Kusilvak (conocida como Wade Hampton antes de 2015) | 50 950        | 44 240    | 6710   | 8314                        | 0,17                |      |
| 05     | 02     | Área censal de Nome                    | 02180 | 1980               | Nome                         | Por la población de Nome, el asentamiento más grande en el área censal. | 73 240        | 59 470    | 13 770 | 10 004                      | 0,16                |      |
| 11     | 06     | Área censal de Príncipe de Gales–Hyder | 02198 | 2008               | Craig                        | Por la isla del Príncipe de Gales y la localidad de Hyder (conocida como Prince of Wales-Outer Ketchikan antes de la ampliación del Ketchikan Gateway Borough en 2008)                                         | 19 900        | 10 160    | 9700   | 6203                        | 0,55                |      |
| 03     | 04     | Área censal de Southeast Fairbanks     | 02240 | 1980               | Deltana                      | Por su localización es el sureste de Fairbanks | 64 900        | 64 150    | 750    | 6893                        | 0,11                |      |
| 01     | 08     | Área censal de Yukon-Koyukuk           | 02290 | 1980               | Fort Yukon                   | Por el río Yukon (en gwich’in, 'gran río'), que fluye a través del área censal, y por la ciudad de Koyukuk | 382 810       | 376 860   | 6000   | 5230                        | 0,015               |      |

## Principales localidades
- Bethel (la ciudad más grande en el borough no organizado)
- Cordova
- Craig
- Delta Junction
- Deltana
- Dillingham
- Edna Bay
- Fort Yukon
- Hooper Bay
- Metlakatla
- Nenana
- Nome
- Tok
- Unalaska
- Valdez